# Liste der Baudenkmale in Lindholz
In der Liste der Baudenkmale in Lindholz sind alle Baudenkmale der Gemeinde Lindholz im Landkreis Vorpommern-Rügen und ihrer Ortsteile aufgelistet. Grundlage ist die Veröffentlichung der Denkmalliste des Landkreises Vorpommern-Rügen, Auszug aus der Kreisdenkmalliste vom Juli 2012.

## Böhlendorf
| ID   | Lage             | Bezeichnung                    | Beschreibung                                                                     | Bild |
| ---- | ---------------- | ------------------------------ | -------------------------------------------------------------------------------- | ---- |
| 193A | Am Hof 1 (Karte) | Gutsanlage (Gutshaus und Park) | Sanierter, 1-gesch., 9-achs. Putzbau von nach 1648 und veränderte durch Umbauten |      |
| 193B | Am Hof 7 (Karte) | Gutsanlage (Scheunen)          |                                                                                  |      |

## Breesen
| ID  | Lage                    | Bezeichnung            | Beschreibung                                                       | Bild |
| --- | ----------------------- | ---------------------- | ------------------------------------------------------------------ | ---- |
| 240 | Lange Straße            | Kriegerdenkmal 1914/18 |                                                                    |      |
| 239 | Lindenstraße 13 (Karte) | Gutshaus               | Sanierter, 1-gesch. Bau mit Mansarddach und Mittelrisalit von 1758 |      |

## Langsdorf
| ID   | Lage        | Bezeichnung     | Beschreibung | Bild |
| ---- | ----------- | --------------- | ------------ | ---- |
| 1345 | Hauptstraße | Rundsockelstein |              |      |

## Quelle
- Denkmalliste des Landkreises Vorpommern-Rügen

- Karte mit allen Koordinaten:
- OSM |
- WikiMap